# George Hilario Barlow

George Hilario Barlow, 1. Baronet

Sir George Hilario Barlow, 1. Baronet, GCB (* 1762; †  Februar 1847 in Farnham) war ein britischer Politiker und von 1805 bis 1807 Generalgouverneur von Fort William.

## Leben
Barlow wurde 1778 dem Bengal Civil Service zugeteilt und erreichte Britisch-Indien 1779. Er wurde Assistent des Steuereintreibers in Gaya. 1796 ernannte ihn Shore zum Chief Secretary to Government. 1801 wurde er Mitglied im Supreme Council.
1802 wurde er zum amtierenden Generalgouverneur ernannt, 1803 wurde Barlow der erbliche britische Adelstitel Baronet, of Fort William in Bengal in the East Indies, verliehen. 1805 folgte Barlow dem verstorbenen Charles Cornwallis. Bereits 1807 wurde er von Gilbert Elliot-Murray-Kynynmound, 1. Earl of Minto, abgelöst, da die Regierung seine Ernennung zum Generalgouverneur nicht unterstützte.
Kurz darauf wurde er Gouverneur von Madras. In diesem Amt geriet er mit Beamten und Militärs aneinander. Besonders mit der Armee geriet er in Konflikt, als er monatliche Zuwendungen an kommandierende Offiziere auf Anweisung Londons hin strich. Oberstleutnant Munro, der Generalquartiermeister, wurde von Generalleutnant Hay Macdowall verantwortlich gemacht und von ihm abgesetzt. Barlow setzte Macdowall und weitere hochrangige Offiziere ab und stellte sie unter Arrest. Hierauf kam es zu einer Meuterei, in deren Zuge es zu Kampfhandlungen kam. Barlow gab nicht nach und, als Minto sich auf seine Seite stellte, mussten die Offiziere nachgeben. Einige verloren ihren Posten, während andere mit leichten Strafen davonkamen. 1812 kehrte er nach Großbritannien zurück.
Barlow starb im Februar 1847 in Farnham. Er war der jüngere Bruder von Admiral Robert Barlow.